# Novy Vzgliad
Novy Vzgliad (russe: Новый взгляд), que l'on pourrait traduire en français par « Nouveau regard », est un journal hebdomadaire russe. Lancé le 15 janvier 1992 sous le titre Vzgliad par la société de production de télévision russe VID, il est considéré comme l'un des premiers journaux privé de la Russie post-soviétique.
Il parait de 1992 à 1996 comme supplément du quotidien régional moscovite Moskovskaïa Pravda.

## Historique
Le journal a été créé à l'initiative du journaliste Vladislav Listiev, figure de la liberté de la presse en U.R.S.S., alors animateur de Vzgliad (ru), émission de télévision créée en 1987 et révolutionnaire pour l'époque tant dans sa forme, sa présentation, que sa liberté d'expression à l'égard du régime. Le journal, qui se définit alors comme la version papier de l'émission, est lancé le 15 janvier 1992 sous le titre homonyme Vzgliad, son lancement étant annoncé en direct dans l'émission par Igor Kirillov. Il est alors financé par la société de production de télévision russe VID.